# Schleegasse

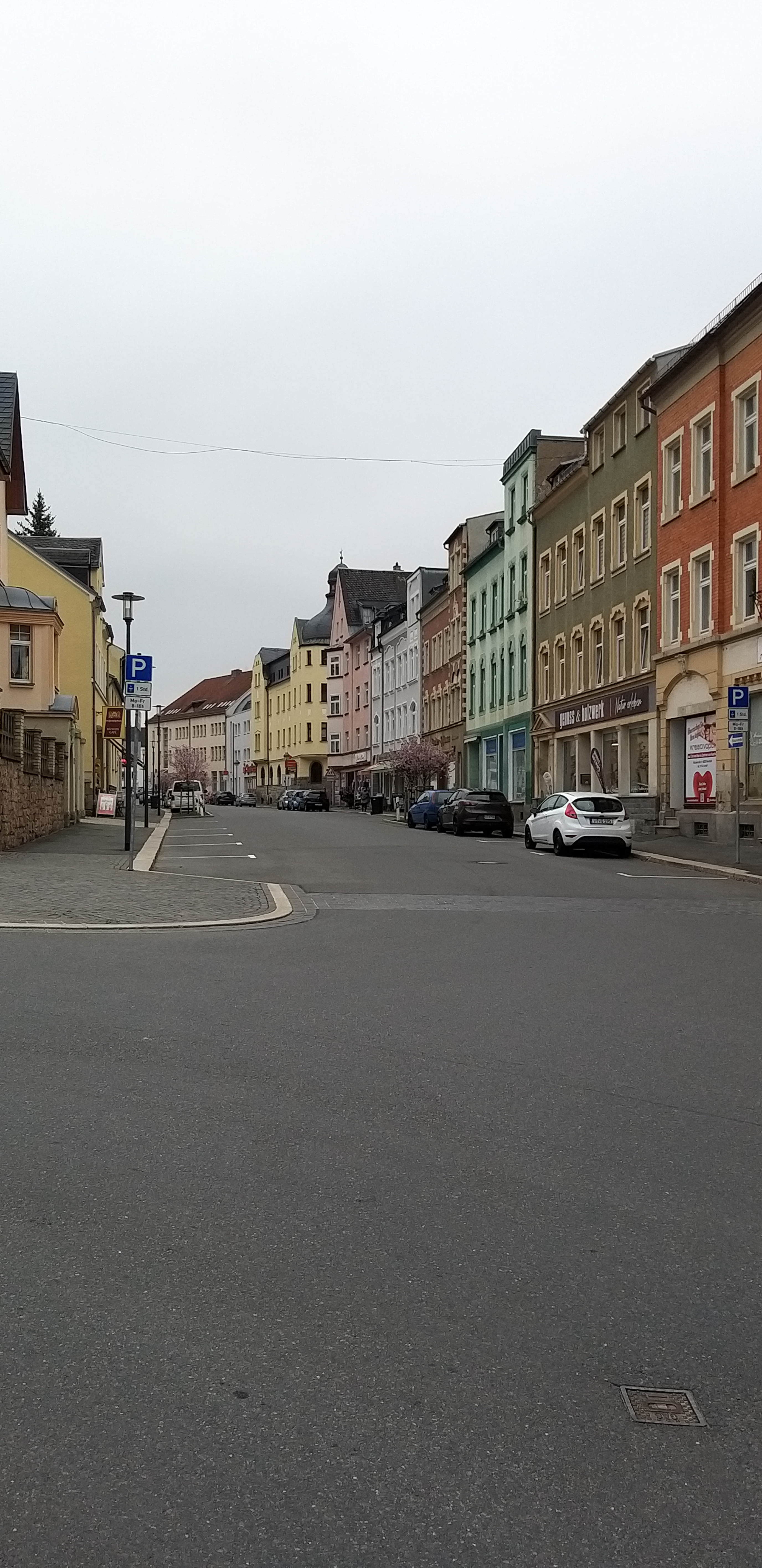
Schleegasse 2022

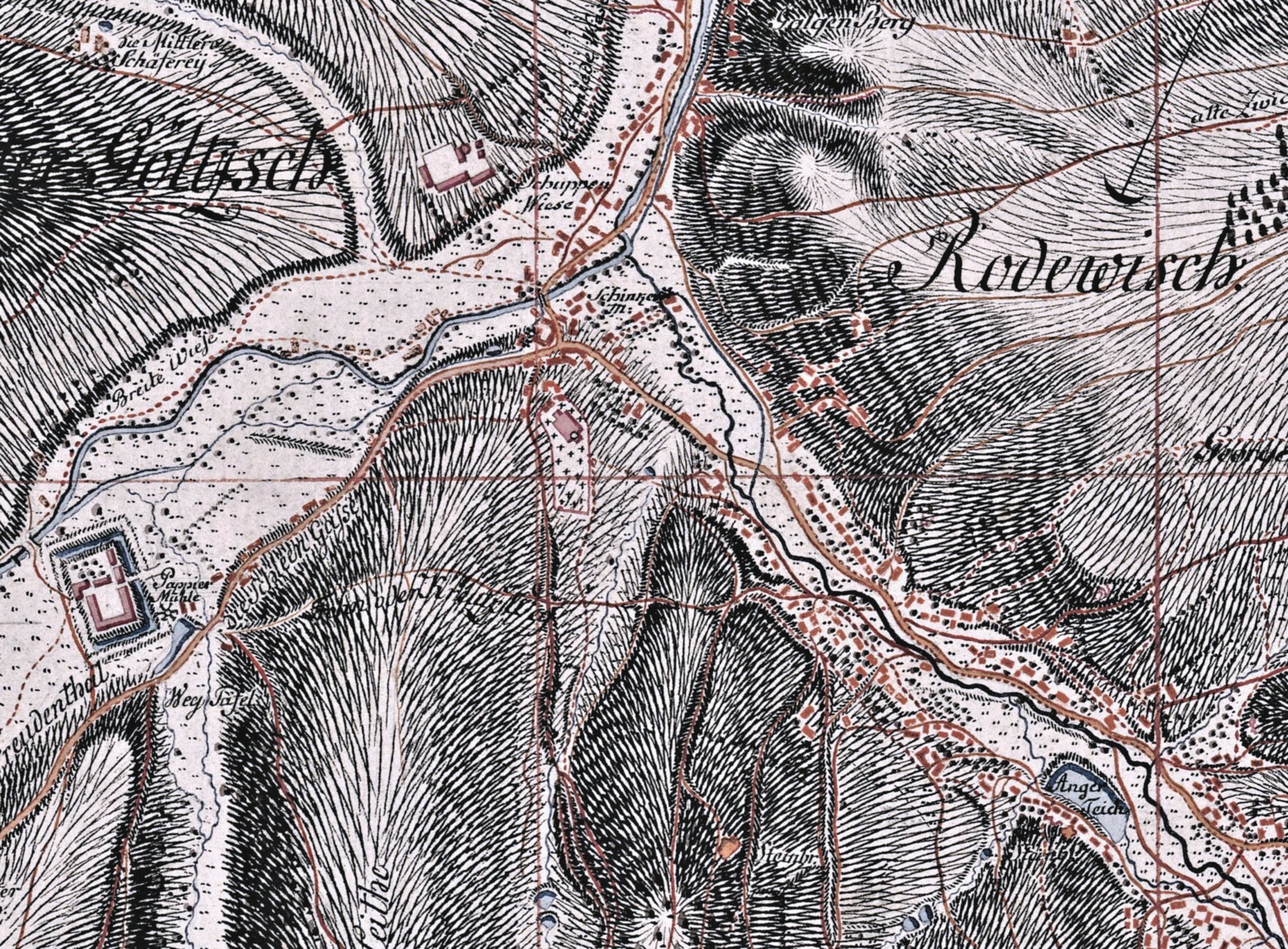
Ausschnitt aus dem Meilenblatt 171 (Berliner Exemplar). Straßenname „die Schleen Gasse“ mit Siedlerhäusern entlang des Straßenzuges bei der Papiermühle.

Die Schleegasse oder Schlehgasse ist eine historische Ortslage und Ortsteilbezeichnung für das Gebiet der heutigen Auerbacher Straße in Rodewisch.
Mit der Bezeichnung Schleegasse wird dabei im Wesentlichen jenes Gebiet bezeichnet, das heute zwischen Kohlenstraße (bei ERTEX) und Postplatz liegt und somit das Zentrum der Stadt bildet. Früher befand sich im Gebiet das ortsprägende Hotel Rudolph und das alte Rathaus vor dem mutmaßlich kommunistischen Anschlag von 1921.
Die Bezeichnung Schleegasse ist heute ungebräuchlicher. Sie leitet sich ab von der Schlehe.